# Kantor
En kantor (af latin: cantor, "sanger") er forsanger og/eller leder for et kor, ofte et større kirkekor. Også indenfor jødedommen har man kantorer, også kaldet chazzaner.
| Job | Spire Denne artikel om et job eller en stillingsbetegnelse er en spire som bør udbygges. Du er velkommen til at hjælpe Wikipedia ved at udvide den. |